# Violació de dades
Una violació de dades (de l'anglès data breach) és la divulgació d'informació especialment protegida en un entorn no segur, sigui de manera intencionada o no intencionada. També se la coneix per d'altres termes en anglès com data compromise (compromís de dades), unintentional information disclosure (divulgació involuntària d'informació), data leak (fuita de dades) i també data spill (abocament de dades).
Aquesta mena d'incident abasta des d'un atac concertat dels barrets negres (hackers) recolzat pel crim organitzat o per governs nacionals, fins al fet de desfer-se de manera irresponsable o descurada d'ordinadors, tablets, mòbils, etc. o dispositius de magatzematge de dades.
- [1] Definició: "Una violació de dades és un incident de seguretat en què dades sensibles, progetides o confidencials són copiades, transmeses, visionades, robades o utilitzades per una persona que no està autoritzada a fer-ho". Les violacions de dades poden afectar informació financera (targetes de crèdit o detalls bancaris), dades de salut personals, informació personal que ens identifiqui (sexe, DNI, correu electrònic, número de telèfon, etc), secrets comercials o propietat intel·lectual.

- [2] Definició: "Compromís de la seguretat que comporta, de manera accidental o il·legal, la destrucció, pèrdua, alteració, divulgació no autoritzada o accés, a dades protegides que són transmeses, magatzemades o processades".